# Pseudomiltha tixierae
Pseudomiltha tixierae är en musselart som beskrevs av Klein 1967. Pseudomiltha tixierae ingår i släktet Pseudomiltha och familjen Lucinidae. Inga underarter finns listade i Catalogue of Life.